# Зим, Феликс
Феликс Франсуа Жорж Филибер Зим (фр. Félix-Francois Georges Philibert Ziem, 26 февраля 1821, Бон — 10 ноября 1911, Париж) — французский живописец архитектурных и морских видов в стиле барбизонской школы.

## Биография
Его мать была уроженкой Бургундии, которая вышла замуж за выходца из Хорватии. Учился в Дижонской художественной школе. В 1839 году он переехал в Марсель, где обучался у Адольфа Жозефа Тома Монтичелли. После этого, в 1845—1848, путешествовал по южной Франции, в Италии и на Востоке. Плодом этих странствий был ряд картин, изображающих архитектурные мотивы в соединении с морем и энергично передающих зной южного неба, игру лучей южного солнца на зданиях, воде и др. предметах. Благодарный материал для этих произведений доставляли художнику этюды, сделанные им на берегах Босфора, Геллеспонта и города лагун. Вдохновением и темой для Зима была Венеция, в которой он был каждый год с 1845 по 1899 годы, оборудовав лодку, как мастерскую. Феликс Зим написал более тысячи полотен и акварелей, где эффектные венецианские виды дали ему возможность продемонстрировать своё мастерство. В венецианских видах, вышедших из-под его кисти в 1850-х гг. («Вид Венеции от Сан-Джакомо-Маджоре» и др.), ещё соблюдена разумная мера в отношении щёгольства красок; но потом он допускал такой разгул красок, что его картины утратили всякое сходство с природой.
Тем не менее оригинальность, вкус и блеск его фантастического, но гармоничного колорита нравились публике, которая покупала его произведения нарасхват. Лучшими из работ его за это время считаются «Праздник в Венеции» (1855) и «Вид Константинополя, с султаном, отправляющимся в мечеть» (1869). Такими же недостатками, как и эти картины, грешат и позднейшие работы Зима, каковы например, «Бучинторо», «Казнь графа Карманьолы», «Выгрузка апельсинов в Марселе», «Венеция при заходе солнца», «Остров Лидо, близ Венеции», «Рива-дельи-Скьявони» и пр.
Феликс Франсуа Жорж Филибер Зим был похоронен на кладбище Пер-Лашез.
Некоторые работы Зима хранятся в Лувре; картины выставлены также в собрании ГМИИ им. А. С. Пушкина, в европейских, американских и японских музеях.

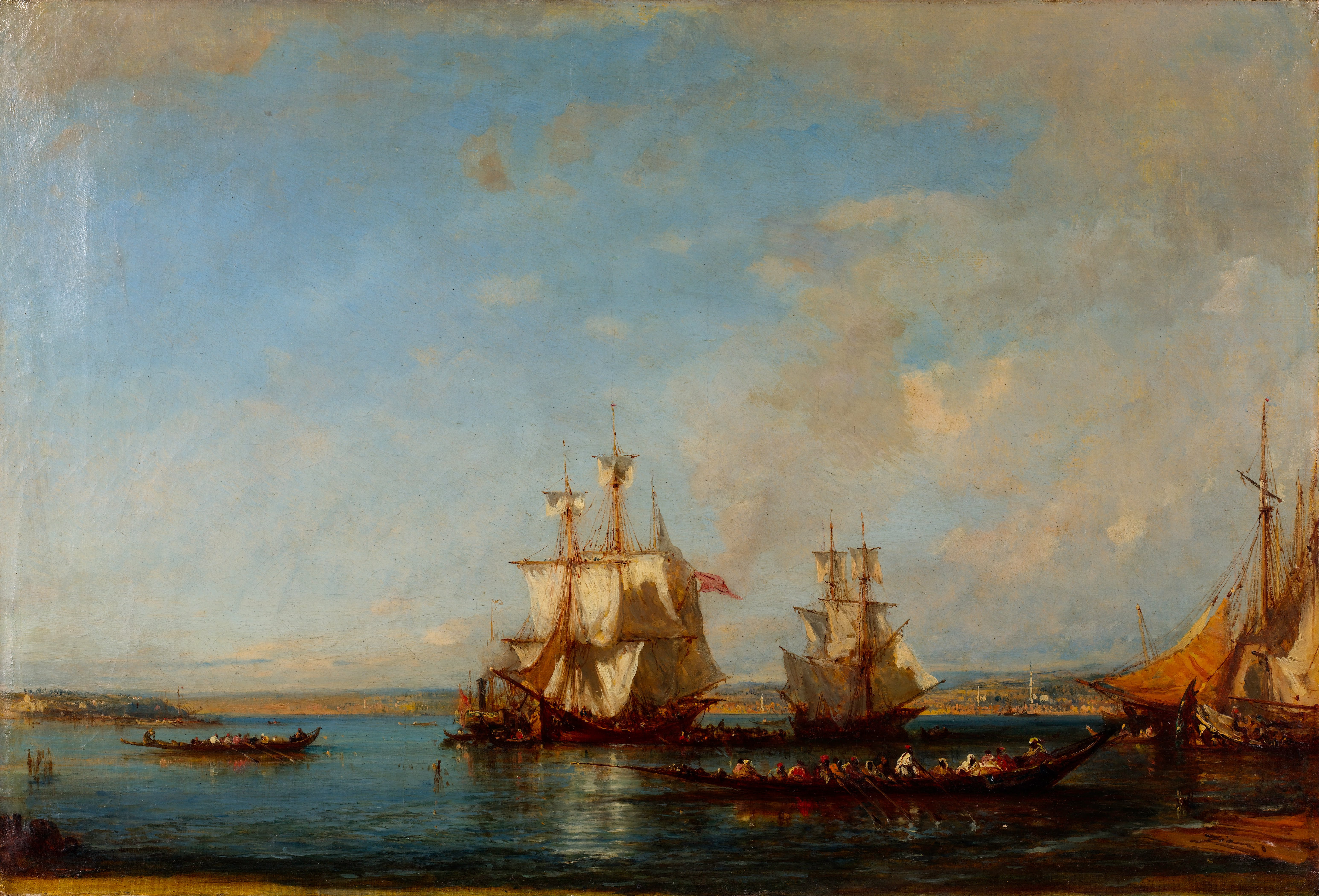
Лодки на Босфоре
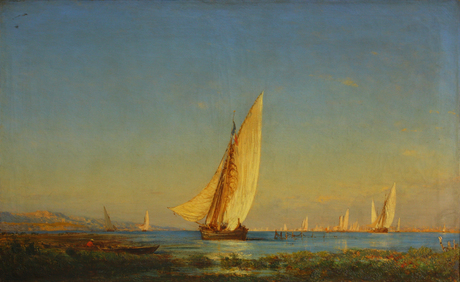
Морской пейзаж. Окрестности Венеции. Национальная картинная галерея Армении
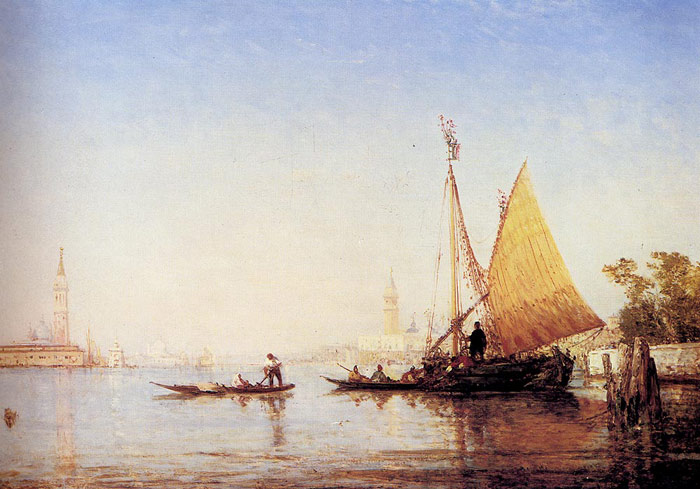
Канал, Венеция